# アカミノイヌツゲ
アカミノイヌツゲ（赤実の犬黄楊、学名：Ilex sugerokii var. brevipedunculata）は、モチノキ科モチノキ属の常緑低木。クロソヨゴ（学名：Ilex sugerokii var. sugerokii）を基本種とした変種で、全体にクロソヨゴより小型。別名、ミヤマクロソヨゴ。

## 特徴
樹高は1-3 mになり、よく分枝する。葉は葉柄があり、やや密に互生する。葉身は光沢のある革質で、長さ2-3.5 cm、幅1-2 cm、形は長卵形から長楕円形で、先端は短くとがり、縁に浅い鋸歯がある。
花期は6-7月。雌雄異株で雄花、雌花とも白色の花を咲かせる。萼片は4-5個。花弁は4-5個で長さ2 mm。雄花序は2-3個、雌花は1個が葉腋につく。果実は径7 mmの球状で赤色に熟し、4-5個の種子がある。果柄はクロソヨゴより短く、1-1.5 cm。

## 分布と生育環境
日本固有種。北海道、本州の東北地方および中部地方中北部に分布し、山地帯から亜高山帯の岩場や湿原周辺などに生育する。

## シノニム
- Ilex sugerokii Maxim. subsp. brevipedunculata (Maxim.) Makino
- Ilex sugerokii auct. non Maxim.

## ギャラリー
- 果実